# Sherwood Anderson
Sherwood Anderson (Camden, Ohio, 1876. szeptember 13. – Colón, Panama, 1941. március 8.) amerikai regényíró és elbeszélő. Élete folyamán legsikeresebb műve a Sötét nevetés című regény volt, de manapság inkább Winesburg, Ohio című elbeszéléskötete kapcsán méltatják. Gyakran mint az őt követő írógenerációra gyakorolt hatása miatt hivatkoznak rá, olyan írókkal összefüggésben, mint William Faulkner, Ernest Hemingway és John Steinbeck.

## Élete
Sherwood Berton Anderson az Ohio állambeli Camdenben született. Szülei Irwin McLain és Emma Jane Anderson (született Smith) voltak, Sherwood a harmadik gyermekük volt a hétből. Apjának nyergesmester vállalkozása nem ment jól, adósságai miatt gyakran költöztek.
Hogy családját támogassa, Anderson különféle kisebb munkákat vállalt (volt istállófiú és rakodómunkás), majd 14 éves korában otthagyta az iskolát. 1883-tól Clyde-ban éltek, közel az Erie-tóhoz. Ez a hely lett később a fiktív város, Winesburg, Ohio modellje. Andersonnak biztos állása volt egy kerékpárgyárban. 1895 márciusában jelentkezett az Ohio Nemzeti Gárdába.
1896-ban Chicagóba költözött, ahol különféle gyárakban dolgozott. 1898-ban részt vett a spanyol–amerikai háborúban. A következő évben visszatért Clyde-ba, majd Springfieldben csatlakozott testvéreihez, hogy befejezze iskolai tanulmányait. 1900-ban jó eredménnyel végezte el a középiskolát, a Wittenberg University kampuszához tartozó Wittenberg Academy-n Ohióban. A következő évben visszatért Chicagóba, ahol reklámszövegeket írt.

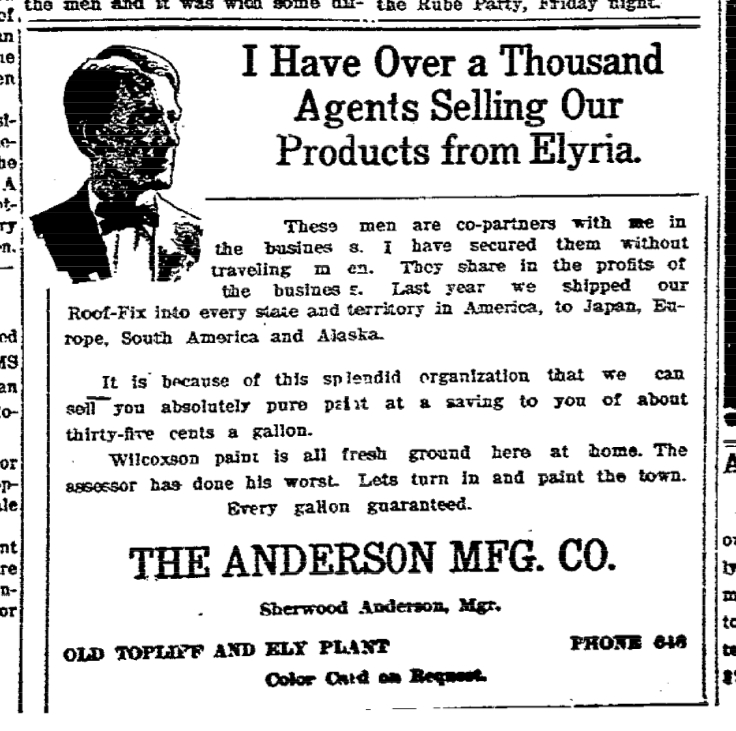
Az Anderson Manufacturing Co. egyik hirdetése.

1904-ben házasodott először. Felesége a gazdag családból származó Cornelia Lane volt, akitől három gyermeke született. Anderson különféle szakmákban dolgozott. Előbb egy clevelandi raktáráruházat vezetett, majd 1907-ben egy elyriai festékgyár vezetője lett. 1912 novemberében egyik napról a másikra otthagyta igazgatói állását – napokra eltűnt és amikor előkerült, amnéziás tüneteket produkált, vándorhajlamot (fugue state) mutatott. Ezt követően elhagyta feleségét és gyermekeit, visszaköltözött Chicagóba, hogy írjon. Reklámszövegeket írt és cikkeket publikált. Kapcsolatba került egy irodalmi csoporttal, mely mint a chicagói irodalmi reneszánsz vált ismertté. Köztük volt Harriet Monroe, Edgar Lee Masters, Theodore Dreiser, Carl Sandburg, Vachel Lindsay, Eunice Tietjens, Floyd Dell, Ben Hecht, Burton Rascoe és Lewis Galantière. Folyóiratukat, a „The Little Review”-t, Margaret Anderson alapította és adta ki, többek között Theodore Dreiser, Sherwood Anderson és Carl Sandburg írásaival.
1916-ban elvált Cornelia-tól és feleségül vette Tennessee Mitchell szobrászt. Ugyanebben az évben jelent meg első kötete, a Windy McPherson’s Son. Első és második regénye, a Marching Men, Theodore Dreiser és Floyd Dell segítségével jelent meg. Dell szerkesztette a „The Masses” nevű baloldali folyóiratot, melyben az első írások jelentek meg az 1919-ben kiadott és híressé vált Winesburg, Ohio című elbeszéléskötetből, mely élőbeszédet idéző stílusban ábrázolja egy középnyugati kisváros hétköznapjait.
1921-ben jelent meg a Triumph of the Egg, mellyel Anderson elnyerte a Dial-díjat és az azzal járó 2000 dollárt. Ekkoriban ismerkedett meg az akkor még ismeretlen huszonkét éves újságíróval, Ernest Hemingway-jel. A díjjal járó pénzből finanszírozta később párizsi útját, melynek során találkozott Gertrude Steinnal, Ford Madox Forddal és James Joyce-szal.
1924-ben a nevadai Renoban Anderson elvált Tennessee Mitchelltől és feleségül vette Elizabeth Prallt, akivel New Orleansba költöztek. Nyolc évvel később elváltak és 1933-ban feleségül vette Eleanor Copenhavert, akivel haláláig élt együtt. Egyik New Orleansba tett látogatása során ismerkedett meg William Faulknerrel, akinek azt a tanácsot adta, hogy olyan dolgokról írjon, amelyeket ismer. Anderson Winesburg-ciklusának mintájára született meg Faulkner Yoknapatawpha County-ja. Anderson támogatta Faulkner irodalmi ambícióit és segített első regényének, a „Soldier's Pay”-nek a megjelenésében. Faulkner harmadik regénye, a „Satoris” tartalmaz tisztelgést Anderson iránt, illetve „Mosquitoes” című szatirikus regényének Fairchild nevű hősét Andersonról mintázta.
1925-ben jelent meg A sötét nevetés című regény, melyről Richard Ruland és Malcolm Bradbury azt írja „Az amerikai irodalom története” című munkájában, hogy a „regényen Gertrude Stein hatása és egyfajta mesterkélt kísérletezés érződik”, illetve megjegyzi, hogy Hemingway ugyanazon évben megjelenő „Tavaszi zuhatag” című regénye Anderson említett művének paródiája.
Későbbi műveivel, mint az 1930-as évek elején megjelent Beyond Desire című regény és a Death in the Woods című elbeszéléskötet, Anderson már általában nem tudta mondanivalóját olyan színvonalon kifejezni, mint korábbi alkotásaiban, így e művek mind a kritikusok, mind az olvasók körében kevésbé váltottak ki elismerést.
Anderson Panamában halt meg akut hashártyagyulladásban 1941. március 8-án. Sírján, mely a Virginia megyei Marionban található, a következő felirat olvasható: „Az élet és nem a halál a nagy utazás.” (Life, Not Death, is the Great Adventure.)

## Művei

### Válogatott művei
- Windy McPherson's Son (regény, 1916) / Windy McPherson fia
- Marching Men (regény, 1917) / Menetelő emberek
- Mid-American Chants (versek, 1918) / Közép-amerikai énekek
- Winesburg, Ohio (elbeszélések, 1919) / Winesburg, Ohio
  - Introdution by Irving Howe; The Takes and the Persons; The Book of the Grotesque; Hands, concerning Wing Biddlebaum; Paper Pills, concerning Doctor Reefy; Mother, concerning Elizabeth Willard; The Philosopher, concerning Doctor Parcival; Nobody Knows, concerning Louise Trunnion; Godliness, a Tale in Four Parts; I, concerning Jesse Bentley; II, also concerning Jesse Bentley; III Surrender, concerning Louise Bentley; IV Terror, concerning David Hardy; A Man of Ideas, concerning Joe Welling; Adventure, concerning Alice Hindman; Respectability, concerning Wash Williams; The Thinker, concerning Seth Richmond; Tandy, concerning Tandy Hard; The Strength of God, concerning the Reverend Curtis Hartman; The Teacher, concerning Kate Swift; Loneliness, concerning Enoch Robinson; An Awakening, concerning Belle Carpenter; "Queer," concerning Elmer Cowley; The Untold Lie, concerning Ray Pearson; Drink, concerning Tom Foster; Death, concerning Doctor Reefy and Elizabeth Willard; Sophistication, concerning Helen White; Departure, concerning George Willard
- Poor White (regény, 1920) / A szegény fehér (magyarul A nagy ember címmel jelent meg)
- The Triumph of the Egg: A Book of Impressions From American Life in Tales and Poems (elbeszélések, 1921) / A tojás diadala: Benyomások könyve az amerikai életről mesékben és költeményekben
  - The Dumb Man; I Want to Know Why; Seeds; The Other Woman; The Egg; Unlighted Lamps; Senility; The Man in the Brown Coat; Brothers; The Door of the Trap; The New Englander; War; Motherhood; Out of Nowhere into Nothing; The Man with the Trumpet
- Many Marriages (regény, 1923) / Házasságok
- Horses and Men (elbeszélések, 1923) / Lovak és emberek
- A Story Teller's Story (emlékiratok, 1924) / A történetmesélő története
- Dark Laughter (regény, 1925) / Sötét nevetés (magyarul A sötét nevetés címmel jelent meg)
- The Modern Writer (esszék, 1925) / A modern író
- Tar: A Midwest Childhood (regény, 1926) / Tar: Egy középnyugati gyermekkor
- Sherwood Anderson's Notebook (emlékiratok, 1926) / Sherwood Anderson jegyzetfüzete
- Alice and The Lost Novel (elbeszélések, 1929) / Alice és Az elveszett regény
- Beyond Desire (regény, 1932) / Túl a vágyakon
- Death in the Woods and Other Stories (elbeszélések, 1933) / Halál az erdőben és egyéb történetek
  - Death in the Woods; The Return; There She is–She is Taking her Bath; The Lost Novel; The Fight; Like a Queen; That Sophistication; In a Strange Town; These Mountaineers; A Sentimenta Journey; A Jury Case; Another Wife; A Meeting South; The Flood; Why they Got Married; Brother Death
- Kit Brandon: A Portrait (regény, 1936) / Kit Brandon: Egy arckép
- Plays, Winesburg and Others (színművek, 1937) / Színművek, Winesburg és egyebek

## Magyarul
- Winesburg, Ohio (Elbeszélések, Fordította és az utószót írta Vajda Miklós. Az illusztrációkat, a védőborítót és a kötéstervet készítette Kondor Lajos) Budapest, Európa Könyvkiadó, 1962
  - Tartalom: Különcök könyve; Kezek; Papíros-pirulák; Az anya; A filozófus; Nem tudja senki; Jámborság I-II.; Megadás; Rémület; Az ötletek embere; Kaland; Tisztesség; A gondolkodó; Tandy; Az Isten hatalma; A tanítónő; Magány; Ébredés; Hóbortosok; A ki nem mondott hazugság; Ivás; Halál; Bonyolult dolgok; Búcsú
- A nagy ember (regény, Doblhoff Lilli fordítása) Budapest, Révai Kiadás, 1932
- Tar (regény, Gaál Andor fordítása) Budapest, Athenaeum Irodalmi és Nyomdai R.-T., 1930
- A sötét nevetés (regény, Gaál Andor fordítása) Budapest, Franklin-Társulat, 1930
- Házasságok (regény, Aniot Judit fordítása) Budapest, Európa Könyvkiadó, 1972
- Háború (elbeszélés, Szlukovényi Katalin fordítása) Műhely, 2010. 1-2. sz. 65–66. old.
- Halál az erdőben (elbeszélés) In: Amerikai elbeszélők. Budapest, Móra Könyvkiadó, 1994. 70–83. old. ISBN 963-11-7175-2
- Halál az erdőben (elbeszélés, Reichard Piroska fordítása) In: Mai amerikai dekameron, Budapest, Nyugat, 1935. 31–50. old.
- Az Isten hatalma (elbeszélés, Vajda Miklós fordítása) In: Élet és Halál könyve (1. köt.) Budapest, Osiris, 2010. 189–195. old.
- Kezek (elbeszélés, Vajda Miklós fordítása) In: Az elveszett kisfiú: Amerikai elbeszélők a két világháború között. Budapest, Európa Könyvkiadó, 1979. 123–130. old.
- Kezek (elbeszélés, Vajda Miklós fordítása) In: Amerikai elbeszélők, Novellák és kisregények (2. köt.) Európa Könyvkiadó, 1985. 7–13. old. ISBN 963-07-3571-7
- Kezek (elbeszélés, Vajda Miklós fordítása) In: Élet és Halál könyve (2. köt.) Budapest, Osiris, 2010. 245–250. old.
- A ki nem mondott hazugság (elbeszélés, Vajda Miklós fordítása) In: A kísértethajó utolsó útja. Budapest, Kozmosz, 1982. 136–142. old.
- A ki nem mondott hazugság (elbeszélés, Vajda Miklós fordítása) In: Tarts Nyugatnak! A világirodalom legszebb novellái magyar írók ajánlásával. Budapest, Arión Kiadó, 2004. 125–133. old. ISBN 963-9375-73-X
- A ki nem mondott hazugság (elbeszélés, Vajda Miklós fordítása) In: Tarts Nyugatnak! A világirodalom legszebb novellái magyar írók ajánlásával (2. kiadás) Budapest, Arión Kiadó, 2007. 130–136. old. ISBN 978-963-9699-10-6 (Anderson A ki nem mondott hazugság c. novelláját bemutatja Szakonyi Károly 128–129. old.)
- Meggyújtatlan lámpák (elbeszélés, Gy. Horváth László fordítása) In: Amerikai elbeszélők, Novellák és kisregények (2. köt.) Európa Könyvkiadó, 1985. 31–47. old. ISBN 963-07-3571-7
- Papirgolyok (elbeszélés) Korunk, 1927 November (Online elérés) (Vajda Miklós fordításában Papíros-pirulák címmel is megjelent.)
- Tisztesség (elbeszélés, Vajda Miklós fordítása) In: Amerikai elbeszélők, Novellák és kisregények (2. köt.) Európa Könyvkiadó, 1985. 14–19. old. ISBN 963-07-3571-7
- Tudni akarom, miért (elbeszélés, Osztovits Levente fordítása) In: Az elveszett kisfiú: Amerikai elbeszélők a két világháború között. Budapest, Európa Könyvkiadó, 1979. 131–144. old.
- Tudni akarom, miért (elbeszélés, Osztovits Levente fordítása) In: Amerikai elbeszélők, Novellák és kisregények (2. köt.) Budapest, Európa Könyvkiadó, 1985. 20–30. old. ISBN 963-07-3571-7

## Fordítás
- Ez a szócikk részben vagy egészben  a   Sherwood Anderson című angol Wikipédia-szócikk ezen változatának fordításán alapul.  Az eredeti cikk szerkesztőit annak laptörténete sorolja fel. Ez a jelzés csupán a megfogalmazás eredetét és a szerzői jogokat jelzi, nem szolgál a cikkben szereplő információk forrásmegjelöléseként.
- Ez a szócikk részben vagy egészben  a   Sherwood Anderson című egyszerűsített angol Wikipédia-szócikk ezen változatának fordításán alapul.  Az eredeti cikk szerkesztőit annak laptörténete sorolja fel. Ez a jelzés csupán a megfogalmazás eredetét és a szerzői jogokat jelzi, nem szolgál a cikkben szereplő információk forrásmegjelöléseként.
- Ez a szócikk részben vagy egészben  a   Sherwood Anderson című német Wikipédia-szócikk ezen változatának fordításán alapul.  Az eredeti cikk szerkesztőit annak laptörténete sorolja fel. Ez a jelzés csupán a megfogalmazás eredetét és a szerzői jogokat jelzi, nem szolgál a cikkben szereplő információk forrásmegjelöléseként.